# Self Reliance
Self Reliance es una película de suspense y comedia estadounidense de 2023 escrita, dirigida y protagonizada por Jake Johnson en su debut como director en una película. También está protagonizada por Anna Kendrick, Natalie Morales, Mary Holland, Emily Hampshire, Christopher Lloyd y Wayne Brady.
La película se estrenó en el Festival de Cine SXSW el 11 de marzo de 2023, para posteriormente estrenarse en cines en los Estados Unidos en un estreno limitado de una noche el 3 de enero de 2024 por Neon, seguido de un estreno en streaming en Hulu el 12 de enero de 2024.

## Sinopsis
En Los Ángeles, un hombre desilusionado recibe una invitación para ganar un millón de dólares participando en un juego de telerrealidad en la web oscura. Durante 30 días, deberá burlar a los cazadores que intentan matarlo. Se da cuenta de que hay un vacío legal en el juego (los cazadores sólo pueden atacarlo cuando está solo), por lo que intenta convencer a amigos, familiares y desconocidos de que el juego es real y que deben permanecer con él las 24 horas del día, los 7 días de la semana.

## Reparto
- Jake Johnson como Tommy Walcott
- Anna Kendrick como Maddy
- Natalie Morales
- Mary Holland
- Emily Hampshire como María
- Christopher Lloyd
- Wayne Brady
- Biff Wiff como James
- Andy Samberg como él mismo
- Boban Marjanović
- GaTa
- Eduardo Franco.

## Producción
La película fue producida por MRC Film. Johnson le presentó la idea a Netflix por primera vez en 2017. Su título original era DOG, y la comparó con Jacob's Ladder y Bottle Rocket. Escribió el guion durante la pandemia de COVID-19. El rodaje se llevó a cabo durante 19 días en Los Ángeles. La película fue compuesta por Dan Romer.

## Estreno
La película se estrenó en el Festival de Cine SXSW en Austin, Texas, el 11 de marzo de 2023. En junio de 2023, Hulu adquirió los derechos de distribución de la película en EE. UU. en un acuerdo con el cofinanciador MRC y Paramount Global Content Distribution, fijándola para su estreno en streaming el 8 de septiembre de 2023.  En agosto de 2023, se informó que el estreno se había retrasado hasta noviembre de ese año. En diciembre de 2023, junto con el primer avance, se anunció que la película se estrenaría el 12 de enero de 2024. Más tarde ese mes, se anunció que Neon se había asociado con AMC Theatres para un estreno limitado en cines de la película antes de su estreno en streaming. La película se proyectaría durante una sola noche el 3 de enero de 2024 en 225 salas de cine de Estados Unidos y también contaría con una discusión detrás de escenas entre Johnson y Lamorne Morris.